# 毛石鳖
毛石鳖（学名：Acanthochitona achates），又名紅條毛膚石鱉，是新石鳖目毛肤石鳖科毛肤石鳖属的一种。主要分布于韩国、台湾，常栖息在潮间带、潮下带的岩礁上。